# Extreme Power Metal
Extreme Power Metal é o oitavo álbum de estúdio da banda britânica de power metal DragonForce, lançado em 27 de setembro de 2019. É o último álbum de estúdio da banda com o baixista Frédéric Leclercq, que foi convidado a integrar o Kreator pouco antes do disco ser lançado, e o primeiro sem o tecladista de longa data Vadim Pruzhanov, que deixou a banda em 2018; o tecladista do Epica, Coen Janssen, gravou teclados para o álbum enquanto a banda procurava um substituto permanente.
O single principal "Highway to Oblivion" foi lançado em 30 de julho de 2019. A banda iniciará uma turnê mundial de divulgação do álbum após seu lançamento.

## Gravação
A banda gravou o álbum com o produtor e o baixista do Once Human Damien Rainaud no Mix Unlimited em Los Angeles. Parte da gravação também foi transmitida ao vivo pelo guitarrista Herman Li em seu perfil no Twitch.

## Faixas
| N.º            | Título                                                                                     | Letras            | Música           | Duração |  |
| 1.             | "Highway to Oblivion" (Rodovia para o Esquecimento)                                        | Sam Totman        | Sam              | 6:48    |  |
| 2.             | "Cosmic Power of the Infinite Shred Machine" (Poder Cósmico da Máquina de Rasgar Infinita) | Sam               | Sam              | 6:36    |  |
| 3.             | "The Last Dragonborn" (O Último Descendente dos Dragões)                                   | Sam               | Sam Coen Janssen | 6:12    |  |
| 4.             | "Heart Demolition" (Demolição do Coração)                                                  | Frédéric Leclercq | Frédéric         | 5:39    |  |
| 5.             | "Troopers of the Stars" (Soldados das Estrelas)                                            | Sam               | Sam              | 5:03    |  |
| 6.             | "Razorblade Meltdown" (Birra da Lâmina de Barbear)                                         | Sam               | Sam              | 4:45    |  |
| 7.             | "Strangers" (Estranhos)                                                                    | Frédéric Sam      | Frédéric         | 4:29    |  |
| 8.             | "In a Skyforged Dream" (Em um Sonho de Skyforge)                                           | Frédéric          | Frédéric         | 4:45    |  |
| 9.             | "Remembrance Day" (Dia de Lembrança)                                                       | Sam Marc Hudson   | Sam              | 5:10    |  |
| 10.            | "My Heart Will Go On" (Meu Coração Continuará)                                             | Will Jennings     | James Horner     | 3:23    |  |
| Duração total: | Duração total:                                                                             | Duração total:    | Duração total:   | 52:50   |  |

| Faixa bônus japonesa |                                                          |          |          |         |  |
| N.º                  | Título                                                   | Letras   | Música   | Duração |  |
| 11.                  | "Behind the Mirror of Death" (Atrás do Espelho da Morte) | Frédéric | Frédéric | 5:32    |  |

## Créditos
Créditos adaptados do site da banda.
DragonForce
- Marc Hudson - vocal e vocal de apoio
- Sam Totman - guitarras, vocais de apoio
- Herman Li - guitarras, vocais de apoio
- Frédéric Leclercq - baixo, guitarra, vocais de apoio, solo de guitarra em "Behind the Mirror of Death"[11]
- Gee Anzalone - bateria, vocais de apoio

Músicos adicionais
- Coen Janssen - teclados, piano, orquestração
- Emily Ovenden - vocal de apoio
- Clive Nolan - vocal de apoio
- Kalen Chase Musmecci - vocal de apoio
- Steve Francis, Ross Mallon, Josh O'Brien, Paul Roberts, Tim Mekalick - vocais de apoio adicionais em "Troopers of the Stars"

## Paradas
| Parada (2019)                                 | Maior posição |
| --------------------------------------------- | ------------- |
| Australian Albums (ARIA)                      | 87            |
| Áustria (Ö3 Austria Top 40)                   | 42            |
| Bélgica (Ultratop Flandres)                   | 145           |
| Bélgica (Ultratop Valônia)                    | 158           |
| Alemanha (Offizielle Deutsche Charts)         | 34            |
| Japão (Oricon)                                | 26            |
| Escócia (Official Scottish Albums)            | 21            |
| Suíça (Schweizer Hitparade)                   | 29            |
| Reino Unido (Official Albums Chart)           | 93            |
| 36                                            |               |
| Estados Unidos (Billboard Independent Albums) | 13            |
| Estados Unidos (Top Tastemaker Albums)        | 19            |